# Giraffa camelopardalis tippelskirchi
La giraffa masai (Giraffa camelopardalis tippelskirchi), nota anche come giraffa del Kilimangiaro, è la più grande sottospecie appartenente alla specie della giraffa settentrionale (Giraffa camelopardalis). Precedentemente considerata una sottospecie di Giraffa camelopardalis, nel 2016 venne classificata come una specie a sé stante. Tuttavia, studi tassonomici del 2020, supportati dall'IUCN, supportano l'idea che esista una singola specie di giraffa (G. camelopardalis) che contiene nove sottospecie. La giraffa masai presenta sul suo corpo delle macchie dal margine seghettato. Originariamente questa giraffa era diffusa in tutta l'Africa, ma oggi, a causa della distruzione dell'habitat e della deforestazione, vive solamente in Kenya e Tanzania.
Nella giraffa non vi è una vera e propria stagione degli amori. Le femmine diventano in grado di riprodursi a 4 anni. Inoltre, partoriscono stando in piedi. Tra il 50 ed il 75% dei piccoli, però, muore nei primi mesi di vita a causa dei predatori, come iene o leoni. Perfino dopo che il suo piccolo è stato ucciso, la madre tenta ancora di colpire i predatori con i suoi zoccoli affilati, con esiti spesso letali: un calcio della giraffa masai è potente abbastanza da frantumare il cranio di un leone o spezzare la sua spina dorsale.
Nel collo di una giraffa masai vi sono 7 vertebre. Sulla coda è presente un breve ciuffo di peli. La femmina ha una folta criniera sulla testa, non presente nel maschio. Entrambe, però, hanno sulla fronte da 2 a 5 corna, ognuna delle quali è formata da un osso ricoperto da un sottile strato di pelle. Le macchie di un maschio dominante tendono inoltre ad essere di colore più scuro rispetto a quelle degli altri componenti della mandria.
I maschi adulti raggiungono solitamente un'altezza di circa 5,5 m - il più alto esemplare conosciuto misurava 5,87 m di altezza e pesava circa 2.000 kg -, mentre le femmine tendono ad essere un po' più piccole, essendo alte generalmente meno di 5 metri. Sia le zampe che il collo sono lunghi approssimativamente 2 m ed il cuore, del peso di circa 12 kg, raggiunge le dimensioni di un pallone da basket.
Le giraffe Masai sono considerate a rischio di estinzione dalla IUCN e la popolazione è diminuita del 52% negli ultimi decenni a causa del bracconaggio e della perdita di habitat. La popolazione allo stato selvatico è stimata a 32.550 esemplari.
Oltre 100 giraffe Masai vivono sotto la tutela dell’uomo negli zoo accreditati AZA negli Stati Uniti. In diversi zoo, le giraffe Masai sono rimaste incinte e hanno partorito con successo.
|  |